# Hauge, Rogaland

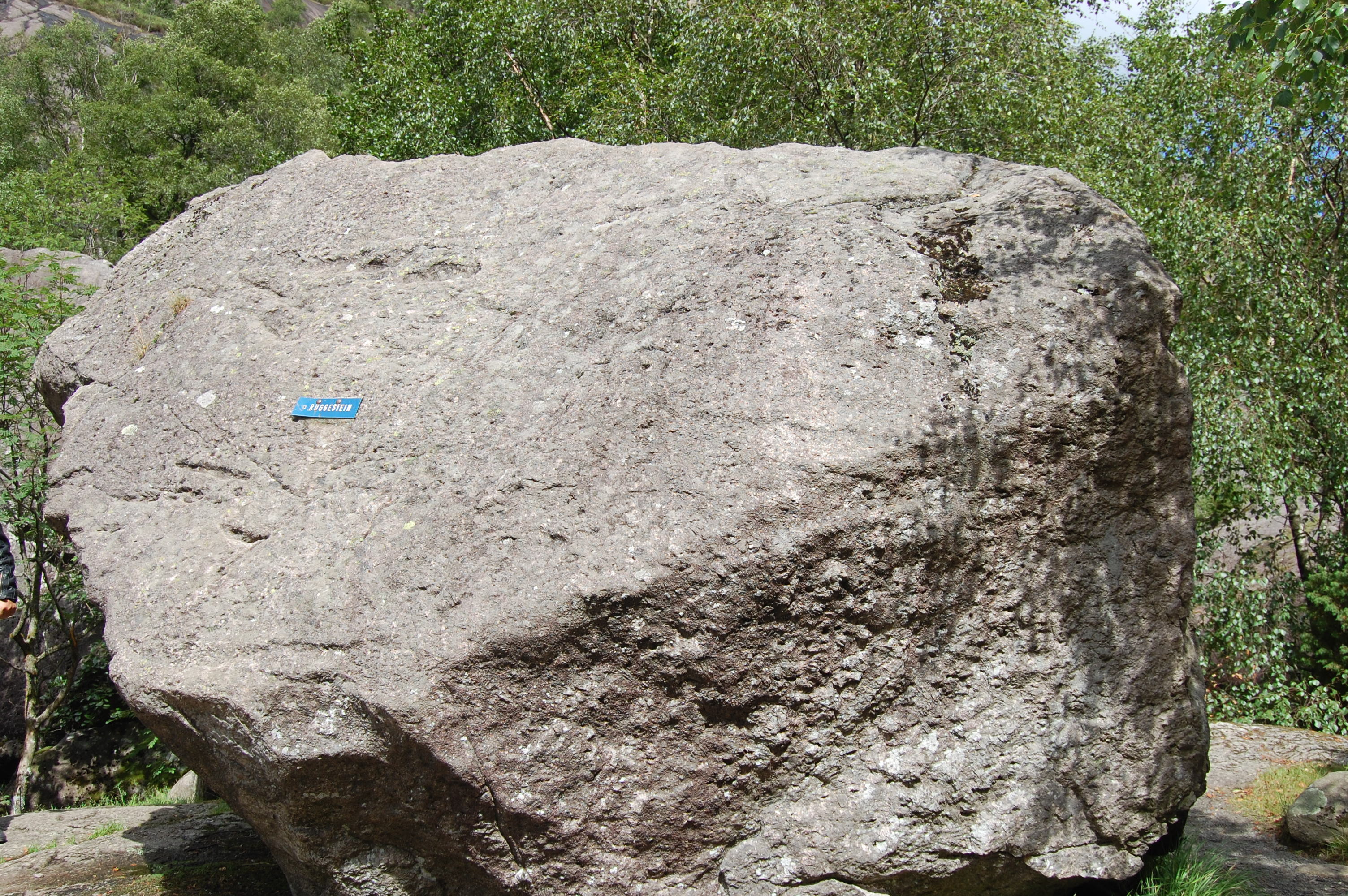
Ruggesteinen i Sokndal

Hauge, eller Hauge i Dalane, lokalt benämnt "Haua", är en tätort som utgör centralort i Sokndals kommun i Rogaland fylke i sydvästra Norge. Orten hade 2.115 invånare 2020.
Hauge ligger vid älven Sokno mellan Rekefjord och Sogndalstrand och vid fylkesväg 44.
I centrum ligger Sokndals kyrka, som är en korskyrka från 1803. Vid vägen till Blåfjellet finns Ruggesteinen i Sokndal, ett stort flyttblock som vilar nästan helt på sin balanspunkt och som blev ett geologiskt naturminne 1923. 
Företaget Titania A/S bedrev från 1902 utvinning av ilmenit i Sandbekk strax nordost om Hauge fram till 1965. Produktionen flyttade då till Tellnesgruvan, omkring tio kilometer längre österut, i bergen ovanför Jøssingfjord.